# The New Tenants
The New Tenants è un cortometraggio danese-statunitense del 2010 diretto da Joachim Back.
Il corto ha vinto il premio Oscar come miglior cortometraggio in occasione dei Premi Oscar 2010.